# Германско-люксембургские отношения
Германско-люксембургские отношения — двусторонние дипломатические отношения между Германией и Люксембургом. Протяжённость государственной границы между странами составляет 128 км.

## История
Исторически территория Люксембурга была частью Германского союза и Германского таможенного союза. Люксембург занимал нейтральную позицию во время Австро-прусско-датской войны 1864 года и Австро-прусско-итальянской войны 1866 года. После последней войны Германский союз был распущен. Бисмарк не предложил Люксембургу присоединиться к новообразованному Северогерманскому союзу, чтобы избежать любых связей с иностранной династией, и сохранить герцогство для какого-то будущего дипломатического маневра.
С 1914 по 1918 год германские войска оккупировали Люксембург во время Первой мировой войны. Германское посольство в Люксембурге использовалось в качестве большой штаб-квартиры, что привело к его разрушению в ходе войны.
Во время Второй мировой войны вермахт осуществил вторжение в Люксембург с 9 по 10 мая 1940 года в ходе Французской кампании и оккупировал эту страну до 1944 года. Великая герцогиня Шарлотта вместе со своей семьей и правительством бежала из страны и пересекла территории Франции, Португалии и Соединённых Штатов Америки, проживая в изгнании в Канаде и Великобритании. С мая 1940 года движение фольксдойче в Люксембурге было убеждено, что люксембуржцы принадлежат к «германской расе» (Volksdeutsche) и руководствовалось девизом «Heim ins Reich». В августе 1942 года Германия на аннексированной территории Люксембурга образовала районы.
После освобождения от немецкой оккупации Люксембург, как одна из стран-победительниц, принял участие в оккупации Германии, контролируя небольшую территорию в составе французской зоны.
В Люксембурге распространён люксембургский язык, мозельско-франкский диалект немецкого языка. Французская Лотарингия, германский Саар и Люксембург тесно сотрудничают в различных областях еврорегиона Саар-Лор-Люкс. С 1957 года Мец и Трир являются городами-побратимами, что стало началом процесса QuattroPole (слияния европейского региона Саар-Лор-Люкс).

## Торговля
Германия является основным экономическим партнером Люксембурга. В 2016 году Германия приняла 27,6 % экспорта Люксембурга и стала источником поступления 27,4 % импорта Люксембурга, опередив Францию и Бельгию. Экспорт Люксембурга в Германию (включая металлопродукцию) широко используется в автомобильной промышленности. Экономические отношения также налажены в финансовом секторе. Из 141 банка, зарегистрированных в Люксембурге на 31 декабря 2016 года, 24 являются филиалами германских банков.

## Дипломатическое сотрудничество
Германско-бельгийско-люксембургская парламентская группа поддерживает отношения между германским бундестагом и палатой депутатов Люксембурга. Председатель парламентской группы — Патрик Шнидер, а заместителями председателя являются: Даниэла де Риддер Катрин Вернер и Коринна Рюффер.

## Дипломатические представительства
Посольство Германии располагается в городе Люксембурге. У Люксембурга есть посольство в Берлине и почетные консульства в Ахене, Бад-Хомбург-фор-дер-Хёэ, Бремене, Дрездене, Дюссельдорфе, Гамбурге, Ганновере, Мюнхене, Штутгарте, Трире и Фёльклингене.